# Beyond This Life
„Beyond This Life” je šesta pjesma s albuma Metropolis Pt. 2: Scenes from a Memory (izdan 1999. godine) američkog progresivnog metal sastava Dream Theater. Osim na studijskom izdanju, pjesma je još uključena u uživo izdanja Live Scenes from New York i Live at Budokan te DVD video izdanje Metropolis 2000: Scenes from New York. Tekst pjesme napisao je John Petrucci.

## Izvođači
- James LaBrie — vokali
- John Petrucci — električna gitara
- John Myung — bas-gitara
- Mike Portnoy — bubnjevi
- Jordan Rudess — klavijature

## Vanjske poveznice
- www.dreamtheater.net
- Službene stranice sastava Dream Theater - album Scenes from a Memory  Arhivirana inačica izvorne stranice od 23. prosinca 2008. (Wayback Machine)